# Dàulia
|  | Aquest article tracta sobre la ciutat antiga. Si cerqueu la ciutat moderna, vegeu «Daulis». |

Dàulia (grec: Δαύλεια, Dàvlia) és un poble i antic municipi de Grècia, situat a la unitat perifèrica de Beòcia i integrat en el municipi de Levàdia d'ençà de la reforma administrativa grega del 2011. En aquell moment tenia 1.686 habitants. Abasta el sector oriental del Parnàs i es troba al sud de la Ftiòtida. La rodalia de Dàulia és un dels possibles escenaris de la mal anomenada batalla del Cefís del 1311 entre francs i almogàvers, tot i que el consens actual és que l'enfrontament es produí a Halmirós.
Correspon a l'antiga ciutat de Daulis.